# Perico Sambeat
Perico Sambeat est un saxophoniste de jazz espagnol. Il est né à Godella le 23 juillet 1962. Son travail comme compositeur et arrangeur est aussi largement reconnu. Comme interprète, il utilise de préférence le saxophone alto, le saxophone soprano et la flûte traversière. Perico Sambeat va du bop ou le post-bop jusqu'à des exposés plus libres proches du "free", en passant par le funk ou la fusion avec le hip-hop. On peut souligner le dialogue fertile qu'il a su établir entre le jazz et le "flamenco", reflété surtout dans ses disques "Ademuz" (1995), "Perico" (2001) et "Flamand Big Band" (2008), comme ceux auxquels il a participé comme Enrique Morente et Miguel Poveda.

## Biographie
Il entame la musique à six ans et, à partir de 1980, commence à pratiquer le saxophone en autodidacte,. Il se déplace à Barcelone en 1982, où il termine ses études classiques de flûte en même temps qu'il commence le jazz dans le Taller de Músics de Barcelone, où il étudie harmonie et arrangements avec Zé Eduardo. En 1991, il se rend à New York et Lee Konitz l'intègre dans la New School for Jazz & Contemporary Music, où il côtoie ses maîtres comme Lee Konitz, Jimmy Cobb ou Joe Chambers.
Sa carrière professionnelle prolifique l'a amené à jouer pour des festivals et des clubs du monde entier et à enregistrer une vingtaine de disques comme leader, comme Uptown Danse avec le Mike Mossman Quintet, Croisement de Chemins avec Gerardo Núñez, New York-Barcelone Crossing et Friendship avec Brad Mehldau, Flamand Big Band ou les deux albums enregistrés avec le CMS Trio avec Javier Colline et Marc Miralta. Il a aussi participé à près d'une centaine d'enregistrements en se joignant à des artistes comme Bernardo Sassetti, Júlio Resende, Bob Sands, Chris Kase, George Colligan, Chano Domínguez, Lluís Vidal, Llibert Fortuny, Toni Belenguer, Javier Colline, Albert Sanz ou Jon Chênes, entre autres. Il a en plus joué avec des musiciens de renommée internationale comme Pat Metheny, Fred Hersch, Brad Mehldau, Mark Turner, Steve Lacy, Michael Brecker, Kurt Rosenwinkel, Maria Schneider, Daniel Humair ou Kenny Wheeler.
Parmi ses projets les plus récents, on peut souligner son disque Baladas, publié en 2011 et enregistré en quatuor avec Bernardo Sassetti (en), Javier Colline et Borja Barrueta. À l'automne de 2012, il a publié Elàstic, un nouvel enregistrement avec un quintette international formé par le batteur américain, Jeff Ballard, le pianiste belge Eric Legnini, le guitariste portugais André Fernandes et le contrebassiste français Thomas Bramerie.

## Reconnaissances et prix
- 1990 : Prix du meilleur soliste espagnol de jazz.
- 1994 : Meilleur saxophoniste espagnol de jazz, par vote de l'Association de Musiciens de Jazz de la Catalogne.
- 2000 : Meilleur saxophoniste espagnol de jazz, par vote de l'Association de Musiciens de Jazz de la Catalogne.
- 2001 : Meilleur saxophoniste espagnol de jazz, par vote de l'Association de Musiciens de Jazz de Valence.
- 2002 : Troisième prix SGAE de composition de jazz latin.
- 2003 : Prix "Bird" du Festival de Jazz du mer du Nord (North Soit Jazz Festival)
- 2009 : Prix JAÇ par votation populaire au meilleur disque espagnol de l'an 2008 par l'album Flamand Big Band.

La revue Cahiers de Jazz a considéré l'album Ziribuye comme un des dix meilleurs disques de jazz espagnol de la décennie des années 2000.

## Discographie comme leader et coleader
| Título                                        | Año  | Sello                  | Formación                                                                                              | Observaciones                                                            |
| --------------------------------------------- | ---- | ---------------------- | --- | ------------------------------------------------------------------------ |
| Perico Sambeat                                | 1991 | EGT                    | Editado sólo en formato LP                                                                             |                                                                          |
| Punto de partida                              | 1992 | EGT                    | Perico Sambeat Quintet avec Tete Montoliu et Wallace Roney                                             |                                                                          |
| Uptown Dance                                  | 1992 | EGT                    | Perico Sambeat / Michael Philip Mossman Quintet                                                        |                                                                          |
| New York-Barcelona Crossing, Vol. 1           | 1993 | Fresh Sound New Talent | Perico Sambeat / Brad Mehldau / Mario Rossy / Jorge Rossy                                              | Enregistré en direct à Barcelone le 10 mai 1993, publié en 1997          |
| New York-Barcelona Crossing, Vol. 2           | 1993 | Fresh Sound New Talent | Perico Sambeat / Brad Mehldau / Mario Rossy / Jorge Rossy                                              | Enregistré en direct à Barcelone le 10 mai 1993, publié en 1998          |
| Dual Force (Live au Ronnie Scott's Jazz Club) | 1993 | Ronnie Scott's Jazz    | Perico Sambeat Quartet (avec Steve Melling, Dave Green y Stephen Keogh)                                | Enregistré en direct à Londres en décembre de 1993, publié en 1996       |
| Ademuz                                        | 1995 | Fresh Sound New Talent | Perico Sambeat +10 (avec Enrique Morente, Mark Turner, Brad Mehldau, Kurt Rosenwinkel, Jorge Rossy...) | Produit initialement pour EGT, publié en 1998 par Fresh Sound            |
| Jindungo                                      | 1997 | Fresh Sound New Talent | Perico Sambeat / Bruce Barth Quartet                                                                   |                                                                          |
| Discantus                                     | 1997 | Sirio                  | Perico Sambeat & Cor de Cambra Lluís Vich,                                                             | Musique sacrée de compositores valencianos de entre los siglos VII y XVI |
| Some Other Spring                             | 1998 | Satchmo Records        | Perico Sambeat / Bruce Barth Duo                                                                       |                                                                          |
| Perico                                        | 2001 | Lola Records           | Perico Sambeat Quartet (avec Bernardo Sassetti, Javier Colina y Marc Miralta)                          | Grabado en febrero del 2000                                              |
| Cruce de caminos                              | 2001 | Resistencia            | Perico Sambeat / Gerardo Núñez (avec George Colligan, Javier Colina, Marc Miralta)                     | Enregistré en direct à Séville en septembre 2000                         |
| Friendship (es)                               | 2003 | ACT                    | Perico Sambeat Quintet (avec Brad Mehldau, Kurt Rosenwinkel, Ben Street, Jeff Ballard)                 |                                                                          |
| Ziribuye                                      | 2005 | ContraBaix             | Perico Sambeat Sextet (avec Raynald Colom, Toni Belenguer, José Reinoso)                               | Grabado en Oporto (Portugal) en août 2004                                |
| Colina · Miralta · Sambeat                    | 2007 | ContraBaix             | CMS Trio (Javier Colina, Marc Miralta, Perico Sambeat)                                                 |                                                                          |
| Flamenco Big Band                             | 2008 | Verve                  | Big Band (con Miguel Poveda, Gerardo Núñez, Albert Sanz, Javier Colina, Marc Miralta...)               |                                                                          |
| Andando (es)                                  | 2009 | ContraBaix             | CMS Trio (Javier Colina, Marc Miralta, Perico Sambeat)                                                 |                                                                          |
| Infinita (es)                                 | 2009 | Fresh Sound New Talent | Perico Sambeat / Javier Vercher Quartet                                                                | Grabado en abril de 2007 en Brooklyn (N.Y.)                              |
| Baladas (es)                                  | 2011 | ContraBaix             | Perico Sambeat Quartet, avec Bernardo Sassetti, Javier Colina y Borja Barrueta                         |                                                                          |
| Sketches of Pangea                            | 2011 | BMC                    | Kalman Olah, Perico Sambeat, Matyas Szandai, Marc Miralta                                              |                                                                          |
| Elàstic (es)                                  | 2012 | ContraBaix             | Perico Sambeat Quintet (conavecThomas Bramerie, André Fernandes, Eric Legnini et Jeff Ballard)         | Enregistré à Valence en novembre 2011                                    |